# 苏利利
苏利利（英語：Sulili）早期亚述国王，继承阿米努之位，他死后由基克基亚接任。
| 前任： 阿米努 | 亚述国王 前21世纪 | 繼任： 基克基亚 |